# Caprimulgus
A Caprimulgus a madarak (Aves) osztályának lappantyúalakúak (Caprimulgiformes) rendjébe, ezen belül a lappantyúfélék (Caprimulgidae) családjába és a valódi lappantyúformák (Caprimulginae) alcsaládjába tartozó nem.

## Rendszerezésük
A nemet Carl von Linné svéd természettudós írta le 1758-ban, az alábbi fajok tartoznak ide:
- rozsdásnyakú lappantyú (Caprimulgus ruficollis)
- dzsungellappantyú (Caprimulgus indicus)
- szürke lappantyú (Caprimulgus jotaka)
- palaui lappantyú (Caprimulgus phalaena)
- európai lappantyú (Caprimulgus europaeus)
- kantáros lappantyú (Caprimulgus fraenatus)
- namíbiai lappantyú (Caprimulgus rufigena)
- sivatagi lappantyú (Caprimulgus aegyptius)
- Sykes-lappantyú (Caprimulgus mahrattensis)
- tárimi lappantyú (Caprimulgus centralasicus)
- núbiai lappantyú (Caprimulgus nubicus)
- aranylappantyú (Caprimulgus eximius)
- maharadzsalappantyú (Caprimulgus atripennis)
- szélesfarkú lappantyú (Caprimulgus macrurus)
- Mees-lappantyú (Caprimulgus meesi)
- andamáni lappantyú (Caprimulgus andamanicus)
- Fülöp-szigeteki lappantyú (Caprimulgus manillensis)
- celebeszi lappantyú (Caprimulgus celebensis)
- Donaldson-lappantyú (Caprimulgus donaldsoni)
- feketevállú lappantyú (Caprimulgus nigriscapularis)
- fütyülő lappantyú (Caprimulgus pectoralis)
- szürkefejű lappantyú (Caprimulgus poliocephalus)
- ruwenzori lappantyú (Caprimulgus ruwenzorii)[1]
- hindu lappantyú (Caprimulgus asiaticus)
- madagaszkári lappantyú (Caprimulgus madagascariensis)
- fokföldi lappantyú (Caprimulgus natalensis)
- solala lappantyú (Caprimulgus solala)
- márványos lappantyú (Caprimulgus inornatus)
- csillagos lappantyú (Caprimulgus stellatus)
- szavanna lappantyú (Caprimulgus affinis)
- foltos lappantyú (Caprimulgus tristigma)
- szunda-szigeteki lappantyú (Caprimulgus concretus)
- Salvadori-lappantyú (Caprimulgus pulchellus)[1]
- zairei lappantyú (Caprimulgus prigoginei)
- erdei lappantyú (Caprimulgus batesi)
- uszályos lappantyú (Caprimulgus climacurus)
- szegélyesfarkú lappantyú (Caprimulgus clarus)
- mozambiki lappantyú (Caprimulgus fossii)
- Caprimulgus longipennis
- Caprimulgus vexillarius

Áthelyetve a Eleothreptus nembe :
- fehérszárnyú lappantyú (Eleothreptus candicans), korábban (Caprimulgus candicans)

Áthelyetve a Systellura nembe :
- tükrös lappantyú (Systellura longirostris), korábban (Caprimulgus longirostris)